# Agordat
Agordat (auch Ākʿordat, Akurdet, Adirdat, Akwirdet, Akirdat oder Figordat, Tigrinya ኣቑርደት, arabisch أغردات) ist eine Stadt in der Region Gash-Barka im westlichen Tiefland Eritreas und mit etwa 30.000 Einwohnern drittgrößte des Landes (Stand 2005). Bis 1995 war sie die Hauptstadt der Provinz, bevor diese nach Barentu verlegt wurde. Die Stadt liegt auf 615 m ü NN und am Fluss Barka, dessen sandiges Bett aber in der Trockenzeit regelmäßig austrocknet. Agordat liegt am östlichen Rande der Sahara. Das Klima in der Stadt zeichnet sich durch hohe bis sehr hohe Temperaturen aus (durchschnittliche Tageshöchsttemperaturen je nach Monat zwischen 33 und 40 °C) bei häufigen Sandstürmen, den Haboob, aus.
Agordat ist bekannt für seine Bananenplantagen und die zweitgrößte Moschee Eritreas von 1963. Das Stadtbild ist noch aus der osmanisch/ägyptischen Zeit geprägt. Archäologische Ausgrabungen haben ergeben, dass auf dem Stadtgebiet seit mindestens 2000–1500 v. Chr. Menschen gesiedelt haben. Agordat hatte bis 1893 zum sudanesischen Mahdi-Reich gehört, ehe es nach der italienischen Eroberung in die Kolonie Eritrea eingegliedert wurde.
Die Stadt ist der westliche Endpunkt der Eisenbahnlinie nach Massaua am Roten Meer, die sowohl im Italienisch-Äthiopischen Krieg als auch im Zweiten Weltkrieg wichtige Nachschublinie war. Seit dem letzten Krieg zwischen Äthiopien und Eritrea 2000, bei dem Agordat von äthiopischen Truppen besetzt wurde, ist sie jedoch nicht mehr betriebsbereit. Der muslimische Einfluss auf die Architektur der Stadt zeigt sich auch im Bahnhof Agordat, welcher im osmanischen Baustil erbaut ist.
Mittig zwischen der eritreischen Hauptstadt Asmara und der sudanesischen Grenzstadt Kassala gelegen lebt Agordat heute ökonomisch hauptsächlich vom Handel zwischen den beiden Städten.